# Grand Prix Detroitu 1984
Grand Prix Detroitu 1984 (oficiálně 3rd Detroit Grand Prix) se jela na okruhu Detroit street circuit v Detroitu v Michiganu ve Spojených státech amerických dne 24. června 1984. Závod byl osmým v pořadí v sezóně 1984 šampionátu Formule 1.

## Kvalifikace
| Poř. | No. | Jezdec             | Konstruktér       | Čas      | Ztráta |
| ---- | --- | ------------------ | ----------------- | -------- | ------ |
| 1    | 1   | Nelson Piquet      | Brabham-BMW       | 1:40.980 | —      |
| 2    | 7   | Alain Prost        | McLaren-TAG       | 1:41.640 | +0.660 |
| 3    | 12  | Nigel Mansell      | Lotus-Renault     | 1:42.172 | +1.192 |
| 4    | 27  | Michele Alboreto   | Ferrari           | 1:42.246 | +1.266 |
| 5    | 11  | Elio de Angelis    | Lotus-Renault     | 1:42.434 | +1.454 |
| 6    | 16  | Derek Warwick      | Renault           | 1:42.637 | +1.657 |
| 7    | 19  | Ayrton Senna       | Toleman-Hart      | 1:42.651 | +1.671 |
| 8    | 23  | Eddie Cheever      | Alfa Romeo        | 1:43.065 | +2.085 |
| 9    | 15  | Patrick Tambay     | Renault           | 1:43.289 | +2.309 |
| 10   | 8   | Niki Lauda         | McLaren-TAG       | 1:43.484 | +2.480 |
| 11   | 3   | Martin Brundle     | Tyrrell-Ford      | 1:43.754 | +2.774 |
| 12   | 26  | Andrea de Cesaris  | Ligier-Renault    | 1:43.998 | +3.018 |
| 13   | 18  | Thierry Boutsen    | Arrows-BMW        | 1:44.063 | +3.083 |
| 14   | 14  | Manfred Winkelhock | ATS-BMW           | 1:44.228 | +3.248 |
| 15   | 28  | René Arnoux        | Ferrari           | 1:44.748 | +3.768 |
| 16   | 4   | Stefan Bellof      | Tyrrell-Ford      | 1:44.940 | +3.960 |
| 17   | 20  | Johnny Cecotto     | Toleman-Hart      | 1:45.231 | +4.251 |
| 18   | 25  | François Hesnault  | Ligier-Renault    | 1:45.419 | +4.439 |
| 19   | 5   | Jacques Laffite    | Williams-Honda    | 1:46.225 | +5.245 |
| 20   | 9   | Philippe Alliot    | RAM-Hart          | 1:46.333 | +5.353 |
| 21   | 6   | Keke Rosberg       | Williams-Honda    | 1:46.495 | +5.515 |
| 22   | 17  | Marc Surer         | Arrows-Ford       | 1:46.626 | +5.646 |
| 23   | 2   | Teo Fabi           | Brabham-BMW       | 1:47.335 | +6.355 |
| 24   | 10  | Jonathan Palmer    | RAM-Hart          | 1:47.743 | +6.673 |
| 25   | 22  | Riccardo Patrese   | Alfa Romeo        | 1:47.974 | +6.994 |
| 26   | 24  | Piercarlo Ghinzani | Osella-Alfa Romeo | 1:48.865 | +7.885 |
| DNQ  | 21  | Huub Rothengatter  | Spirit-Ford       | 1:49.995 | +8.975 |

## Závod
| Poř.   | No. | Jezdec             | Konstruktér       | Počet kol | Čas/Odstoupení             | Pořadí na startu | Body |
| ------ | --- | ------------------ | ----------------- | --------- | -------------------------- | ---------------- | ---- |
| 1      | 1   | Nelson Piquet      | Brabham-BMW       | 63        | 1:55:41.842                | 1                | 9    |
| 2      | 11  | Elio de Angelis    | Lotus-Renault     | 63        | + 32.638                   | 5                | 6    |
| 3      | 2   | Teo Fabi           | Brabham-BMW       | 63        | + 1:26.528                 | 23               | 4    |
| 4      | 7   | Alain Prost        | McLaren-TAG       | 63        | + 1:55.258                 | 2                | 3    |
| 5      | 5   | Jacques Laffite    | Williams-Honda    | 62        | + 1 kolo                   | 19               | 2    |
| DSQ    | 3   | Martin Brundle     | Tyrrell-Ford      | 63        | Ilegální zastávka v boxech | 11               |      |
| Ret    | 27  | Michele Alboreto   | Ferrari           | 49        | Motor                      | 4                |      |
| Ret    | 6   | Keke Rosberg       | Williams-Honda    | 47        | Turbo                      | 21               |      |
| Ret    | 16  | Derek Warwick      | Renault           | 40        | Převodovka                 | 6                |      |
| DSQ    | 4   | Stefan Bellof      | Tyrrell-Ford      | 33        | Ilegální zastávka v boxech | 16               |      |
| Ret    | 15  | Patrick Tambay     | Renault           | 33        | Řazení                     | 9                |      |
| Ret    | 9   | Philippe Alliot    | RAM-Hart          | 33        | Brzdy                      | 20               |      |
| Ret    | 8   | Niki Lauda         | McLaren-TAG       | 33        | Elektronika                | 10               |      |
| Ret    | 12  | Nigel Mansell      | Lotus-Renault     | 27        | Převodovka                 | 3                |      |
| Ret    | 18  | Thierry Boutsen    | Arrows-BMW        | 27        | Motor                      | 13               |      |
| Ret    | 26  | Andrea de Cesaris  | Ligier-Renault    | 24        | Přehřátí                   | 12               |      |
| Ret    | 20  | Johnny Cecotto     | Toleman-Hart      | 23        | Spojka                     | 17               |      |
| Ret    | 23  | Eddie Cheever      | Alfa Romeo        | 21        | Motor                      | 8                |      |
| Ret    | 19  | Ayrton Senna       | Toleman-Hart      | 21        | Nehoda                     | 7                |      |
| Ret    | 22  | Riccardo Patrese   | Alfa Romeo        | 20        | Smyk                       | 25               |      |
| Ret    | 25  | François Hesnault  | Ligier-Renault    | 3         | Nehoda                     | 18               |      |
| Ret    | 24  | Piercarlo Ghinzani | Osella-Alfa Romeo | 3         | Nehoda                     | 26               |      |
| Ret    | 28  | René Arnoux        | Ferrari           | 2         | Nehoda                     | 15               |      |
| Ret    | 10  | Jonathan Palmer    | RAM-Hart          | 2         | Pneumatika                 | 24               |      |
| Ret    | 14  | Manfred Winkelhock | ATS-BMW           | 0         | Motor                      | 14               |      |
| Ret    | 17  | Marc Surer         | Arrows-Ford       | 0         | Nehoda                     | 22               |      |
| DNQ    | 21  | Huub Rothengatter  | Spirit-Ford       |           |                            |                  |      |
| Zdroj: |     |                    |                   |           |                            |                  |      |

## Průběžné pořadí po závodě
Pohár jezdců
| Pořadí | Jezdec          | Body |
| ------ | --------------- | ---- |
| 1      | Alain Prost     | 34,5 |
| 2      | Niki Lauda      | 24   |
| 3      | Elio de Angelis | 19,5 |
| 4      | Nelson Piquet   | 18   |
| 5      | René Arnoux     | 16,5 |
| Zdroj: |                 |      |

Pohár konstruktérů
| Pořadí | Konstruktér   | Body |
| ------ | ------------- | ---- |
| 1      | McLaren-TAG   | 58,5 |
| 2      | Ferrari       | 25,5 |
| 3      | Lotus-Renault | 24,5 |
| 4      | Brabham-BMW   | 21   |
| 5      | Renault       | 20   |
| Zdroj: |               |      |